# Ultra Large Crude Carrier

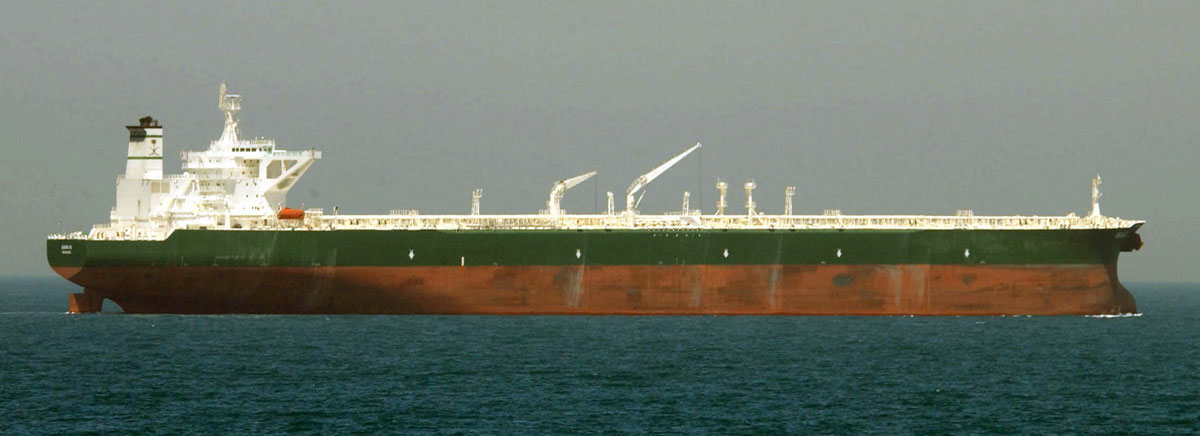
L'Ab Qaiq, ULCC toujours en activité.

ULCC est l'acronyme de Ultra Large Crude Carrier, soit « pétrolier transporteur de brut ultra grand » ; il désigne les pétroliers géants dont le port en lourd est supérieur à 320 000 tonnes ; les navires plus petits sont des VLCC.
Un peu plus d'une centaine de navires de cette taille ont été construits au total ; très peu sont encore en activité, car à la suite de la crise pétrolière des années 1970 la plupart ont été démolis. Le plus grand fut le Seawise Giant, la plus grande structure mobile jamais créée par l'Homme. Ce navire a été détruit à Alang sous le nom de Mont en 2009.